# Дауда Бамба
Дауда Карамоко Бамба (фр. Daouda Karamoko Bamba, нар. 5 березня 1995, Дабу, Кот-д'Івуар) — івуарійський футболіст, нападник норвезького клубу «Бранн».

## Клубна кар'єра
Народився в Кот-д'Івуарі. У серпні 2013 року перейшов до норвезького клубу «Конгсвінгер». У першому дивізіоні Норвегії дебютував 17 серпня, замінивши Магнуса Солума в переможному (3:0) поєдинку проти «ГамКам». 24 серпня дебютним голом в нічийному (1:1) поєдинку проти «Фредрікстада».
29 січня 2014 року офіційно оголосили про його перехід до «Кристіансунна». Наступного 6 квітня дебютував у футболці нового клубу, вийшовши у стартовому складі в розгромній програній (0:3) поєдинку проти «Альти». 1 травня 2014 року відзначився дебютним голом у нічийному (3:3) поєдинку проти «Стреммена».
За підсумками чемпіонату 2016 року допоміг вийти в Елітесеріен. Свій перший матч у вищому дивізіоні Норвегії зіграв у переможному (1:0) виїзному поєдинку проти «Молде». 30 квітня 2017 року відзначився своїм першим голом в Елітесеріен, чим допоміг команді здобути перемогу (2:0) проти «Стремсгодсета».
30 грудня 2017 року продовжив контракт, за яким повинен був залишатися гравцем «Крістіансунна» до 31 грудня 2020 року.
15 серпня 2018 року став гравцем «Бранна», з яким підписав угоду, розраховану до 31 грудня 2021 року. Дебютував у новій команді 19 серпня, замінивши Стеффена Лі Сколевіка у переможному (2:0) поєдинку проти «Сарпсборг 08». 15 вересня відзначився першим голом у складі «Бранна», чим допоміг команді здобути перемогу (3:1) над «Гаугесуном».

## Статистика виступів

### Клубна
Станом на 12 січня 2021 року.
| Сезон                     | Клуб                      | Чемпіонат                 | Чемпіонат | Чемпіонат | Нац. кубок | Нац. кубок | Нац. кубок | Єврокубки | Єврокубки | Єврокубки | Суперкубок | Суперкубок | Суперкубок | Загалом | Загалом |
| Сезон                     | Клуб                      | Змаг.                     | Матчі     | Голи      | Змаг.      | Матчі      | Голи       | Змаг.     | Матчі     | Голи      | Змаг.      | Матчі      | Голи       | Матчі   | Голи    |
| ------------------------- | ------------------------- | ------------------------- | --------- | --------- | ---------- | ---------- | ---------- | --------- | --------- | --------- | ---------- | ---------- | ---------- | ------- | ------- |
| сер.-гр. 2013             | «Конгсвінгер»             | 1Д                        | 12        | 4         | КН         | -          | -          | -         | -         | -         | -          | -          | -          | 12      | 4       |
| 2014                      | «Кристіансунн»            | 1Д                        | 26+1      | 4+0       | КН         | 3          | 0          | -         | -         | -         | -          | -          | -          | 30      | 4       |
| 2015                      | «Кристіансунн»            | 1Д                        | 11+2      | 5+0       | КН         | 0          | 0          | -         | -         | -         | -          | -          | -          | 13      | 5       |
| 2016                      | «Кристіансунн»            | 1Д                        | 28        | 20        | КН         | 1          | 1          | -         | -         | -         | -          | -          | -          | 29      | 21      |
| 2017                      | «Кристіансунн»            | ЕС                        | 22        | 7         | КН         | 3          | 1          | -         | -         | -         | -          | -          | -          | 25      | 8       |
| січ.-сер. 2018            | «Кристіансунн»            | ЕС                        | 18        | 7         | КН         | 3          | 0          | -         | -         | -         | -          | -          | -          | 21      | 7       |
| Загалом за «Кристіансунн» | Загалом за «Кристіансунн» | Загалом за «Кристіансунн» | 105+3     | 43+0      |            | 10         | 2          |           | -         | -         |            | -          | -          | 118     | 45      |
| сер.-гр. 2018             | «Бранн»                   | ЕС                        | 11        | 4         | КН         | -          | -          | -         | -         | -         | -          | -          | -          | 11      | 4       |
| 2019                      | «Бранн»                   | ЕС                        | 21        | 7         | КН         | 2          | 0          | ЛЄУ       | 2         | 1         | -          | -          | -          | 25      | 8       |
| 2020                      | «Бранн»                   | ES                        | 30        | 10        | -          | -          | -          | -         | -         | -         | -          | -          | -          | 30      | 6       |
| Загалом за «Бранн»        | Загалом за «Бранн»        | Загалом за «Бранн»        | 62        | 21        |            | 2          | 0          |           | 2         | 1         |            | -          | -          | 66      | 22      |
| Усього за кар'єру         | Усього за кар'єру         | Усього за кар'єру         | 179+3     | 68+0      |            | 12         | 2          |           | 2         | 1         |            | -          | -          | 196     | 71      |